# Малък Буялък
Малък Буялък (на украински: Іванове) е село в южна Украйна, Одески район на Одеска област. Населението му е около 1 560 души (2001).
Разположено е на 37 m надморска височина в Черноморската низина, на 11 km северозападно от бреговете на Черно море и на 25 km североизточно от Одеса. Селото е основано под името Аджалък през 1792 година от ногайци, които малко по-късно се изселват. През 1801 година в него се установяват преселници от България, главно от село Кючук боялък. През 1920 година официалното име на селището е променено на Свердлово, по името на комунистическия лидер Яков Свердлов.